# Anglesey, England
Anglesey är en civil parish i Storbritannien.   Den ligger i grevskapet Staffordshire och riksdelen England, i den södra delen av landet, 180 km nordväst om huvudstaden London. Antalet invånare är 5 835. Arean är 1,5 kvadratkilometer.
Terrängen i Anglesey är mycket platt.